# Michel Emer
Michel Emer (* 18. Juni 1906 in St. Petersburg als Michel Rosenstein; † 28. November 1984 in Neuilly-sur-Seine) war ein französischer Komponist, Liedtexter, Arrangeur und Pianist im Bereich des Chanson und Swing.
Emer schrieb Chansons u. a. für Maurice Chevalier, Ray Ventura, Tino Rossi, Eartha Kitt und Yves Montand. Von 1940 bis zu ihrem Tod schrieb er zahlreiche Chansons für Édith Piaf. Die bekanntesten davon sind L’Accordéoniste und das Duett À quoi ça sert l’amour, welches Piaf gemeinsam mit ihrem Ehemann Théo Sarapo interpretierte. Daneben arbeitete er auch mit André Ekyan, Jean Sablon, Jean Tranchant, Yvonne Louis und dem L’Orchestre du Theatre Daunou (1933, u. a. mit Django Reinhardt), als Musiker mit Éliane de Creus und als Arrangeur mit Grégor et ses Grégoriens (1930).
Michel Emer war mit der französischen Schauspielerin Jacqueline Maillan verheiratet.

## Filmografie (Auswahl)
- 1947: Hier irrte die Justiz (Contre-enquête)
- 1953: Ein Akt der Liebe (Un acte d'amour)
- 1957: Dem Sumpf entronnen (Escapade)
- 1958: Madame und ihr Auto (Madame et son auto)
- 1958: Mimi (Mimi Pinson)
- 1958: Nächte auf Tahiti (The Stowaway)